# Jonathan Chapman
Jonathan Chapman (26. září 1774 – 18. března 1845) známý též jako Johnny Appleseed (česky Jan Jadérko) byl pionýr divokého západu a misionář Církve Nového Jeruzaléma. Proslavil se především tím, že v povodí řeky Ohio sázel a rouboval jabloně, zakládal ovocné školky a žil odlišným způsobem života. Pro svůj štědrý a přející přístup k lidem a přírodě se stal legendou už za svého života. Pro své minimální životní nároky byl srovnáván s Diogenem. Jeho život a morální odkaz došel zpracování v médiích. Byl napsán muzikál, natočen film, nazpívány písně. V českojazyčném prostředí jeho činnost popisuje píseň Jonatán hudební skupiny Hop Trop a povídka Fráni Velkoborského Jabloňová stezka.